# فلاديمير بتروف (لاعب هوكي الجليد)
فلاديمير بتروف (بالإنجليزية: Vladimir Petrov)‏ (و. 1947 – 2017 م) هو لاعب هوكي الجليد، من الاتحاد السوفيتي، ولد في كراسنوغورسك، شارك في الألعاب الأولمبية الشتوية 1976، والألعاب الأولمبية الشتوية 1980، والألعاب الأولمبية الشتوية 1972، مركز لعبه هو مركز ‏، توفي في موسكو، عن عمر يناهز 70 عاماً، بسبب سرطان.

## التعليم
تعلم في Moscow State Academy of Physical Culture ‏.

## جوائز
حصل على جوائز منها:
- نيشان الاستحقاق الوطني في روسيا من الدرجة الرابعة
- نيشان الاستحقاق الوطني الروسي من الدرجة الثالثة
- وسام خدمة الوطن في القوات المسلحة للاتحاد السوفيتي من الدرجة الثالثة
- وسام الصداقة الروسي
- وسام شارة الشرف
- ميدالية العمالة الباسلة [الإنجليزية]‏
- وسام الاحتفال بالذكرى السنوية الخمسين بعد المائة لموسكو  [لغات أخرى]‏.

## روابط خارجية
- فلاديمير بتروف على موقع EliteProspects.com (الإنجليزية)
- فلاديمير بتروف على موقع Eurohockey.com (الإنجليزية)
- فلاديمير بتروف على موقع HockeyDB.com (الإنجليزية)
- فلاديمير بتروف على موقع أوليمبيديا (الإنجليزية)